# Incidente da facção Kapsan
O incidente da facção Kapsan (em coreano: 갑산파 사건) foi uma tentativa frustrada de minar o poder de Kim Il-sung, o líder da Coreia do Norte, por volta de 1967. A "facção Kapsan" era um grupo de veteranos da luta antijaponesa das décadas de 1930 e 1940, inicialmente próximo de Kim Il-sung. Após a 2ª Conferência do Partido dos Trabalhadores da Coreia, em 1966, a facção buscou introduzir reformas econômicas, desafiar o culto à personalidade de Kim Il-sung e nomear seu líder, Pak Kum-chol, como seu sucessor.
Kim Il-sung reprimiu a facção em uma série de discursos proferidos em reuniões do partido. Ele defendeu um "sistema ideológico monolítico" centrado em sua personalidade e convocou os membros do partido contra a facção Kapsan. Em abril de 1967, os faccionistas haviam desaparecido da vida pública. Foram expulsos do partido e enviados para o campo ou para a prisão. Pak Kum-chol cometeu suicídio ou foi executado, e outros membros importantes da facção também morreram. Kim Il-sung fez com que seu irmão e herdeiro aparente na época, Kim Yong-ju, redigisse os Dez Princípios para o Estabelecimento de um Sistema Ideológico Monolítico. Esse novo conjunto de políticas tornou o governo de Kim Il-sung incontestável e expandiu seu culto à personalidade para abranger outros membros da família Kim.
Seu filho, Kim Jong Il, participou dos expurgos e assumiu o Departamento de Propaganda e Agitação do partido, naquela que foi a primeira tarefa política delegada a ele por seu pai, abrindo caminho para seu papel cada vez mais influente na política do país, culminando com sua sucessão ao cargo de seu pai após sua morte em 1994.

## Contexto
O incidente da facção Kapsan recebeu seu nome da região de Kapsan, na antiga província de Hamgyong do Sul (atual província de Ryanggang), sede de uma organização clandestina de libertação durante a luta antijaponesa, chamada Comitê de Operação Kapsan (갑산공작위원회; 甲山工作委員會). Membros desse grupo forneceram apoio logístico à luta de Kim Il-sung contra os japoneses. Após a libertação da Coreia, eles foram incluídos nas fileiras da facção guerrilheira de Kim do Partido dos Trabalhadores da Coreia do Norte. As origens do grupo estão tão ligadas às atividades de Kim Il-sung que, às vezes, toda a facção guerrilheira é chamada de facção Kapsan. Gradualmente, a facção passou a ser vista como distinta do restante da facção guerrilheira devido a diferenças políticas. Kim havia expulsado outras facções do partido em uma série de expurgos na década de 1950, mais notavelmente o incidente da facção de agosto em 1956, mas a facção Kapsan permaneceu. Após a 2ª Conferência do Partido dos Trabalhadores da Coreia em 1966, a facção Kapsan começou a expor suas queixas.
A facção propôs políticas econômicas que discordavam do modelo econômico de Kim Il Sung. Eles se opunham particularmente à linha Byungjin (dupla via) de Kim de desenvolver simultaneamente a economia e o exército, favorecendo a economia nacional em detrimento das necessidades militares. Em particular, eles favoreciam a indústria leve em detrimento da pesada, a fim de desviar fundos dos militares e melhorar o padrão de vida da população. Eles queriam que o Partido dos Trabalhadores da Coreia no poder relegasse seu papel no planejamento econômico a especialistas em economia, ciência e engenharia. Eles também favoreciam uma teoria econômica do valor e defendiam a adoção de uma semimoeda para dar incentivos materiais aos trabalhadores.
A questão principal, no entanto, era a questão de quem poderia suceder Kim Il Sung como líder da Coreia do Norte. Kim havia promovido seu irmão mais novo, Kim Yong-ju, como um provável sucessor, mas o homem não tinha credenciais. Em particular, ele não havia participado da luta contra os japoneses como a guerrilha e os membros da facção Kapsan. Ele foi criticado por isso pelo líder da facção Kapsan, Pak Kum-chol, que havia subido na hierarquia para se tornar o vice-primeiro-ministro do estado e o quarto membro mais graduado do partido. Pak estava incomodado com o crescente culto à personalidade de Kim Il-sung e como ele negligenciava as experiências de pessoas como ele, que se sacrificaram muito pelo país durante a libertação. Pak reuniu muitos apoiadores influentes, incluindo Yi Hyo-sun [ko], Kim To-man [en], Pak Yong-guk [zh], Ho Sok-son [ko], Ko Hyok, Ha Ang-chon, e Yim Chun-chu [en].
A facção Kapsan procurou nomear Pak como sucessor de Kim Il Sung. Como movimento inicial, eles ajudaram Kim Il Sung a expurgar Kim Chang-nam, um proeminente teórico político, mas apenas para abrir espaço para Pak. Os membros da facção começaram a exaltar as palavras de Pak como "ensinamentos" iguais aos de Kim Il Sung. Memórias de membros da facção Kapsan original foram publicadas desde o início da década de 1960, começando com Pak Tal em 1963 e seguido por Yi Je-sun, irmão de Yi Hyo-sun, em 1964. Um álbum de 1964 tinha as fotos de Pak Tal e Pak Kum-chol impressas ao lado da de Kim Il Sung. Quando a esposa de Pak Kum-chol, Choe Chae-ryon, morreu, Kim To-man, que era a Diretora do Departamento de Propaganda e Agitação do partido, produziu uma obra chamada Um Ato de Sinceridade – descrita como um filme ou uma peça teatral – que retratava sua devoção ao marido. Kim Il-sung desaprovou a obra e insinuou que demonstrava uma lealdade equivocada. Kim To-man também mandou reconstruir o local de nascimento de Pak. Uma biografia não autorizada sobre Pak foi aparentemente feita enquanto a disseminação de materiais de propaganda sobre Kim Il-sung foi negligenciada. Essas ações foram percebidas como atos extremos de deslealdade para com Kim Il-sung.
Pak foi logo condenado por Choe Yong-gon, presidente do Comitê Permanente da Assembleia Popular Suprema, por proliferar "ideias feudais e confucionistas". Pak foi acusado de não apoiar a linha militar do partido; ele ridicularizou abertamente o slogan de Kim Il Sung "um contra cem" ao concluir que uma interpretação literal dele não poderia ser verdadeira. Os planos de produção que eram de sua responsabilidade, foi dito, não foram cumpridos. Pak foi acusado de promover os antigos membros do Comitê de Operação Kapsan para cargos importantes. A facção, foi alegado, era familialista e regionalista. O aliado de Pak, Yi Hyo-sun, diretor do Escritório Geral de Assuntos Sul-Coreanos, foi responsabilizado pelos fracassos das operações secretas na Coreia do Sul. Além disso, seu subordinado Rim Chun-chu teria negligenciado as operações sul-coreanas para se concentrar na publicação de um romance. Os faccionistas também foram considerados "revisionistas" e por terem forçado as pessoas a ler literatura "feudalista" da época da dinastia Joseon. Essas ações, sem a aprovação de Kim Il Sung, foram vistas como atos graves de enfraquecimento de seu culto à personalidade e à autoridade. A facção também foi vista como pró-chinesa, contrária à linha pró-Moscou de Kim.

## Incidente
Kim Il-sung percebeu as ideias e ações da facção Kapsan como ameaças existenciais ao seu governo e ao Estado. Em março de 1967, Kim alertou os membros da facção Kapsan em um discurso intitulado "Sobre a Melhoria do Trabalho do Partido e a Implementação das Decisões da Conferência do Partido" (당 사업을 개선하고 당대회 결정을 관철할데 대하여) e os acusou de praticarem "heroísmo individual". A solução de Kim para o problema foi um "sistema ideológico monolítico" que uniu o partido em torno dele. Kim alertou outros membros do partido para não se aliarem aos faccionistas. Os membros da facção ignoraram seus avisos e mantiveram seu curso. Kim obteve permissão de seus leais membros do partido em uma reunião secreta para remover a facção Kapsan. Seguiu-se um amplo expurgo de membros reais e presumidos. No décimo quinto plenário do quarto Comitê Central do WPK, de 4 a 8 de abril, Kim teve mais de 100 membros da facção formalmente expulsos do partido. Pak Kum-chol foi enviado para trabalhar em uma fábrica no campo. Ele foi executado ou cometeu suicídio em maio de 1967. Outros foram acusados de crimes e desapareceram do público ou foram enviados para campos de prisioneiros. Yi Hyo-sun, Kim To-man, Pak Yong-guk e Ho Sok-son foram condenados à morte.
Em 25 de maio, Kim realizou um discurso para os burocratas ideológicos do partido intitulado "Sobre as Tarefas Imediatas na Direção do Trabalho de Propaganda do Partido" (당면한 당선전사업방향에 대하여). O discurso, possivelmente o mais importante que ele já proferiu, ficou conhecido como o "Ensinamento de 25 de Maio" e se tornaria uma ferramenta política para os apoiadores de Kim exporem elementos facciosos no partido. Seu impacto foi tão profundo que Song Hye-rang, cunhada de Kim Jong-il, caracterizou 25 de maio como "o dia em que tudo mudou" na Coreia do Norte. O pesquisador Fyodor Tertitskiy o compara à importância de 18 de dezembro de 1865 para a história americana, 24 de março de 1933 para a história alemã ou 20 de fevereiro de 1956 para a história soviética. Apesar da importância do discurso, ele nunca foi tornado público, sendo o acesso limitado aos membros do Partido dos Trabalhadores da Coreia. Uma menção lacônica ao discurso é dada no Anuário Central Coreano de 1968: "1967, 25 de maio - O respeitado camarada Kim Il-sung fez um discurso para um grupo de trabalhadores ideológicos do Partido chamado 'Sobre as tarefas imediatas nas direções do trabalho de propaganda do Partido'". Posteriormente, por décadas - até a era Kim Jong-il - o discurso não foi mencionado pelo nome ou citado. Às vezes é confundido com outro discurso que tem a mesma data e está amplamente disponível chamado "Sobre o problema da transição do capitalismo para o socialismo e da ditadura do proletariado". Quanto ao discurso de ensino indisponível de 25 de maio, seu conteúdo pode ser inferido com precisão do seguinte trecho de uma biografia oficial de Kim de 2008, de acordo com Tertitskiy:

No discurso proferido em 25 de maio do 56º ano da Era Juche (1967), o Grande Líder afirmou que o veneno ideológico dos elementos burgueses e revisionistas são a ideologia burguesa, a ideologia revisionista, a ideologia do lacaio e as ideias feudais confucionistas de Confúcio e Mêncio, e demonstrou que essas ideias são a raiz de sua ideologia central. Esse veneno ideológico foi deixado sem tratamento por vários anos e, portanto, a luta para eliminá-lo também levará muito tempo e deve ser conduzida de forma constante e vigorosa. O Líder ensinou que, nessa luta, devemos ser cautelosos com os métodos administrativos e realizar minuciosamente a fusão da educação ideológica e da luta ideológica.

O Grande Líder dividiu os seguidores dos elementos burgueses e revisionistas em várias categorias e estabeleceu a diretriz de que, uma vez que não conseguimos estabelecer adequadamente o sistema ideológico monolítico do Partido e a visão de mundo revolucionária, aqueles que pensavam que tudo o que a liderança ordenava era correto e seguiam cegamente [os faccionistas] deveriam ser completamente educados, e aqueles que vacilavam ideologicamente e dançavam ao som de seus violinos deveriam ser reformados por meio da luta ideológica.

O Grande Líder instruiu todos os quadros e membros do Partido a se inteirarem bem da natureza e das consequências nocivas da atividade criminosa dos elementos burgueses e revisionistas e de suas artimanhas, e a compreenderem plenamente a necessidade, a natureza, as atribuições e os métodos de implementação do sistema ideológico monolítico do Partido.
Tertitskiy data a seleção de Kim Jong Il como sucessor na data do discurso. De fato, Kim Jong Il participou da investigação da facção. A tarefa foi delegada a ele por Kim Il Sung. Kim Jong Il tinha apenas 26 anos na época e foi o primeiro dever oficial que lhe foi dado por seu pai. Quando Kim Jong Il fez um discurso no plenário, foi o seu primeiro como figura de autoridade. Ele possivelmente fez outro em 25 de maio – intitulado "Vamos Estabelecer Firmemente o Sistema Ideológico Monolítico do Partido entre os Funcionários que Lidam com Relações Exteriores" (외교일군들속에서 당의 유일사상체계를 굳건히 세우자) – que ecoou de perto o Ensinamento de 25 de maio de seu pai. O nome de Kim Jong-il foi mencionado em documentos públicos, possivelmente pela primeira vez, indicando que ele já estava a caminho de se tornar o herdeiro aparente de Kim Il-sung. Seis meses após o expurgo, em uma reunião não programada do partido, Kim Il-sung pediu lealdade na indústria cinematográfica que o havia traído com Um Ato de Sinceridade. O próprio Kim Jong-il anunciou que estava à altura da tarefa e, assim, começou sua influente carreira na produção cinematográfica. Kim deixou o Departamento de Organização e Orientação do partido para assumir o Departamento de Agitação e Propaganda, que havia sido manchado no incidente. Ele deu seu apoio ao estabelecimento de uma ideologia monolítica centrada apenas em seu pai. Kim convocou uma conferência de cineastas de um mês para reorientar a indústria cinematográfica do país, limpando-a do "veneno" da facção Kapsan. Em 1969, os expurgos terminaram.

## Consequências e legado

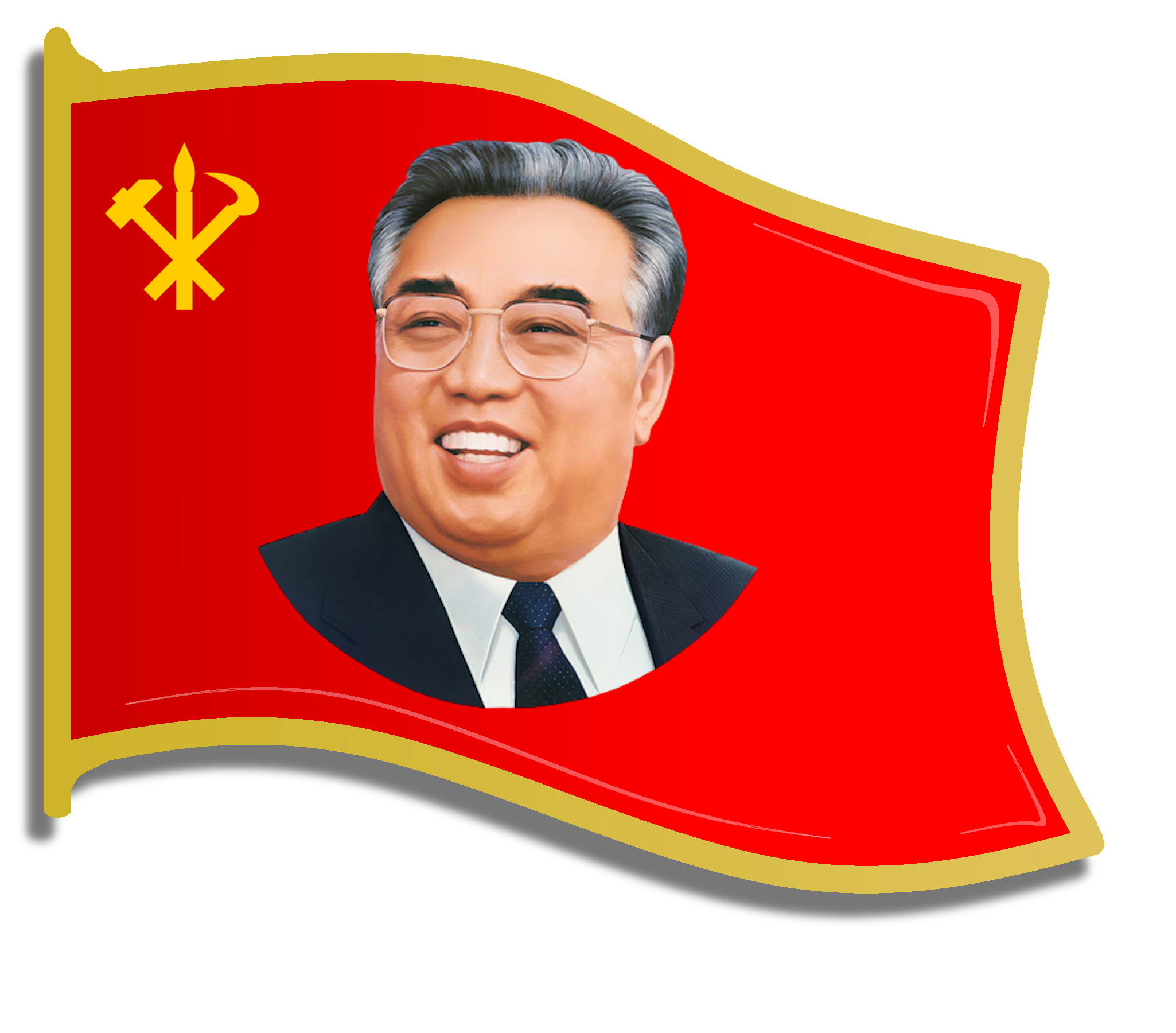
Um distintivo moderno de Kim Il-sung

O incidente da facção Kapsan foi, nas palavras do acadêmico Lim Jae-cheon, "um divisor de águas na política norte-coreana". Marcou o último desafio crível à posição de Kim Il-sung. Uma vez que a facção foi removida, o controle de Kim sobre o poder se fortaleceu e seu culto à personalidade se intensificou. O que se seguiu foi um aumento na propaganda semelhante à da China durante a Revolução Cultural. Os distintivos de Kim Il-sung foram introduzidos e tornou-se obrigatório citar Kim em reuniões públicas. Todos os livros publicados até então foram inspecionados quanto à sua exatidão e muitos volumes foram queimados. Logo após o incidente, Kim Yong-ju, irmão de Kim Il-sung, codificou seu governo nos influentes Dez Princípios para o Estabelecimento de um Sistema Ideológico Monolítico. Kim Il Sung anunciou os princípios ao público em um discurso realizado na Assembleia Popular Suprema em 16 de dezembro de 1967, intitulado "Vamos incorporar o espírito revolucionário de independência, auto-sustentabilidade e autodefesa de forma mais completa em todos os ramos da atividade estatal" (국가활동의 모든 부문에서 자주, 자립, 자위의 혁명정신을 더욱 철저히 구현하자). Após o incidente, a palavra coreana para líder, suryong, que tinha sido usada para designar o líder de qualquer grupo, ou para Lenin ou Stalin, passou a significar exclusivamente Kim Il Sung.
O discurso de Kim em 25 de maio teve o efeito de estabelecer sua própria posição teórica distinta daquela da China ou da União Soviética, garantindo-lhe independência política das duas grandes potências socialistas. Sua ideologia política de Juche começou a ganhar força gradualmente. Sua linha econômica Byungjin se consolidou, embora na realidade significasse privilegiar o exército em detrimento da economia. Após as substituições de pessoal, a política da Coreia do Norte em relação à Coreia do Sul também se tornou mais linha-dura.
Com a queda da facção Kapsan, Kim Il-sung tornou-se o foco singular da historiografia norte-coreana. Seu papel durante a libertação foi exagerado a proporções míticas. As experiências de outros guerrilheiros, por outro lado, não eram mais lembradas publicamente. Por exemplo, Kim Jong-il teve as memórias de guerra dos conspiradores removidas de uma coleção popular chamada Reminiscências das Guerrilhas Antijaponesas. O próprio Kim Jong-il foi empurrado para o centro da vida política ao lado de seu pai. O culto à personalidade começou a se concentrar em outros membros da família Kim também. A primeira figura à qual o culto foi estendido foi sua mãe, Kang Pan-sok. Em julho de 1967, uma música intitulada "Mãe da Coreia" elogiando-a foi publicada. Em julho e setembro, o Rodong Sinmun publicou artigos elogiando Kang. Setembro também viu uma campanha para emular Kang na União Democrática das Mulheres Coreanas. Em 1968, o culto à personalidade norte-coreano estava completo.
Por outro motivo de família, Kim Il-sung relutava em permitir que sua filha, Kim Kyong-hui, se casasse com Jang Song-thaek, filho de uma família com tradições revolucionárias, cujas credenciais não eram mais vistas como uma vantagem. Os dois se casaram em 1972, mas o passado de Jang não podia ser discutido publicamente. Foi por meio de Jang que o legado do incidente da facção Kapsan foi transferido para a era Kim Jong-un. Em 2013, ele expurgou e executou Jang. Kim, assim como seu avô Kim Il-sung, chamou sua política econômico-militar de Byungjin, e os Dez Princípios para o Estabelecimento de um Sistema Ideológico Monolítico foram atualizados para se referir a Kim Jong-un. Stephan Haggard conclui que, embora "a linha byungjin de Kim Jong Un não seja exatamente a de Kim Il Sung e Jang Song Thaek não seja a facção Kapsan... a dinâmica subjacente parece um tanto semelhante: os desafios ao sistema de liderança são enfrentados não apenas com expurgos, mas com importantes justificativas ideológicas para unidade e obediência".